# Mohamed Magid
Scheich Mohamed Magid (geboren 1965 im Sudan) ist eine US-amerikanische Persönlichkeit des Islam in den Vereinigten Staaten sudanesischer Herkunft. Er war seit 2010 als Nachfolger von Ingrid Mattson Präsident der Islamic Society of North America (ISNA), des größten Dachverbandes der Muslime in Nordamerika. Sein Nachfolger in diesem Amt wurde 2014 Azhar Azeez. Mohamed Magid ist Geschäftsführer und Imam der All Dulles Area Muslim Society (ADAMS) in der Washington Metropolitan Area.

## Biographie
Mohamed Magid wurde 1965 im nördlichen Sudan geboren. Magids Vater wird der Website  Conservative Review zufolge für den christlichen Völkermord im Sudan verantwortlich gemacht. 1987 wanderte Mohamed Magid in die USA aus, wo er Universitätskurse in Psychologie und Familienberatung belegte, und unterrichtete Korankurse an der Howard University in Washington, DC. Seine religiöse Ausbildung erhielt er in verschiedenen islamischen Disziplinen als Resident Scholar am Al-Medina Institute. 1997 wurde Magid Imam der All Dulles Area Muslim Society (ADAMS) in Sterling (Virginia). Magid wurde 2011 von US-Präsident Brack Obama in die Arbeitsgruppe zur Bekämpfung des gewalttätigen Extremismus des Department of Homeland Security (DHS) berufen, das einem Innenministerium entspricht. Bereits 2009 wurde er in einer „Liste der 500 einflussreichsten Muslime“ des Royal Islamic Strategic Studies Centre aus Jordanien und des Prince Alwaleed bin Talal Center for Muslim-Christian Understanding in Washington, D.C. aufgeführt. Er tritt für Jugend und Frauen ein und wird als Mitglied des Beratenden Ausschusses für Muslime, Sikhs und Araber des FBI (FBI’s Muslim, Sikh, and Arab Advisory Committee) genannt. Im Washingtonian Magazine zählte Magid 2010 zu den zehn „Washingtonern des Jahres“, die für herausragende Führungsqualitäten ausgezeichnet wurden, insbesondere für seine Bemühungen um den interreligiösen Brückenbau. Er ist im muslimisch-jüdischen Dialog engagiert. Er war einer der Unterzeichner des Offenen Briefes an al-Baghdadi. Globalmbwatch.com merkt an, das sowohl ISNA als auch ADAMS Teil der Teil der US-Muslimbruderschaft seien und: 

„Imam Magid can be seen as the new more moderate face that ISNA has been cultivating of late and he has taken part in frequent interfaith events including visits to concentration camp sites in Europe.“

## Schriften
(als Co-Autor):
- Before You Tie the Knot: A Guide for Couples
- Reflections on the Qur’an
- Change From Within